# John Divers (futbolista nacido en 1911)
John Divers (Clydebank, 6 de agosto de 1911-ibídem, 8 de junio de 1984) fue un futbolista británico que jugaba en la demarcación delantero. Era sobrino del también futbolista Patsy Gallacher, y padre de John Divers.

## Biografía
Debutó como futbolista en 1933 con el Celtic FC de la mano de Willie Maley. Tres años después ganó la Premier League de Escocia, mismo título que ganó en 1939. Además se hizo con la Copa de Escocia en 1937 contra el Aberdeen FC en Hampden Park. Tras el estallido de la Segunda Guerra Mundial, hubo un parón en el campeonato, hasta 1947, año en el que fichó por el Greenock Morton FC por una temporada. Tras un breve paso por el Oldham Athletic AFC en el campeonato inglés, Divers volvió al Greenock Morton FC, ganando la Primera División de Escocia, y por tanto ascendiendo a la máxima categoría escocesa. Finalmente se retiró como futbolista en el Portadown FC en 1950, llegando a participar como jugador-entrenador.
Falleció el 8 de junio de 1984 a los 72 años de edad.

## Selección nacional
Jugó un partido con la selección de fútbol de Escocia, en un partido contra Irlanda del Norte del British Home Championship el 8 de octubre de 1938.

## Clubes

### Como futbolista
| Club                | País              | Año       | Partidos | Goles |
| ------------------- | ----------------- | --------- | -------- | ----- |
| Celtic FC           | Escocia           | 1933-1939 | 70       | 42    |
| Greenock Morton FC  | Escocia           | 1946-1947 | 24       | 4     |
| Oldham Athletic AFC | Inglaterra        | 1947-1948 | 1        | 0     |
| Greenock Morton FC  | Escocia           | 1948-1950 | 24       | 9     |
| Portadown FC        | Irlanda del Norte | 1950      |          |       |

### Como entrenador
| Club         | País              | Año  |
| ------------ | ----------------- | ---- |
| Portadown FC | Irlanda del Norte | 1950 |

## Palmarés

### Campeonatos nacionales
| Título                      | Club               | País    | Año  |
| --------------------------- | ------------------ | ------- | ---- |
| Premier League de Escocia   | Celtic FC          | Escocia | 1936 |
| Premier League de Escocia   | Celtic FC          | Escocia | 1939 |
| Copa de Escocia             | Celtic FC          | Escocia | 1937 |
| Primera División de Escocia | Greenock Morton FC | Escocia | 1950 |